# Лануссе, Алехандро Агустин
Алеха́ндро Агусти́н Лану́ссе (28 августа 1918 — 26 августа 1996) — аргентинский военный деятель, который фактически занимал пост президента Аргентины с 22 марта 1971 года по 25 мая 1973 года.

## Биография
Закончив военную академию в 1938 году, возглавил эскортное подразделение президента. В 1951 году был осуждён к пожизненному тюремному заключению за участие в попытке государственного переворота против правительства Хуана Перона. Был освобождён в 1955 году после «Освободительной революции», военного восстания, которое свергло режим генерала Перона и установило военную диктатуру. Этот режим находился при власти с 1955 по 1958 год. В 1956 году был назначен на должность посла в Ватикане. В 1960 году стал заместителем директора высшего военного училища, а через некоторое время — командующим 1-й бронекавалерийской дивизией. В 1962 году принял участие в свержении президента Артуро Фрондиси, а в 1966 поддержал генерала Хуана Карлоса Онганиа в изгнании президента Артуро Ильиа. В 1968 году стал главнокомандующим вооружёнными силами Аргентины.

## Президент
Лануссе стал президентом Аргентины в 1971 году. За время своего президентства установил дипломатические отношения с Китаем. В управлении страной испытывал постоянные трудности, связанные с возрастанием активности оппозиции. Многие политические противники были взяты под стражу, и Лануссе решил начать сотрудничество с Монтонерос (левоперонистское движение). 22 августа 1971 года несколько политических заключённых осуществили попытку побега с военно-морской базы Росон в Патагонии, за что они были быстро казнены без суда и следствия. В 1973 году президентские выборы выиграл Эктор Кампора.

## После президентства
В 1985 году Лануссе опубликовал автобиографию, в которой осудил нарушения прав человека, которые имели место во время «Грязной войны». В 1994 году был взят под домашний арест за критику президента Карлоса Менема в журнальной статье.